# Пшатин
Пшатин (арм. Պշատին) — лекарственный препарат на основе плодов лоха узколистного (Elaeagnus angustifolia), разработанный в Армении. Применяется в народной и традиционной медицине как противовоспалительное, гастропротекторное и общеукрепляющее средство.

## История
Пшатин создан на основе рецептов армянской народной медицины, где плоды лоха узколистного (известного также как «джида» или «дикая маслина») использовались для лечения заболеваний ЖКТ, сердечно-сосудистой системы и воспалительных процессов.

## Состав и свойства
Основным действующим компонентом препарата являются биоактивные вещества плодов Elaeagnus angustifolia, включая:
- Флавоноиды (в т. ч. кверцетин и рутин)
- Дубильные вещества
- Витамин C и K
- Аминокислоты и минералы (калий, магний, железо)

### Фармакологическое действие
- Противовоспалительное
- Антиоксидантное
- Гастропротекторное (защита слизистой желудка)
- Лёгкое гипогликемическое действие

## Применение
Пшатин используется при:
- Гастрите и язвенной болезни желудка
- Атеросклерозе
- Воспалительных процессах
- Для укрепления иммунитета

## Формы выпуска
Препарат может выпускаться в виде:
- Жидкого экстракта
- Таблеток или капсул
- Сиропа